# Мельник Володимир Степанович
Володимир Степанович Мельник — український невропатолог, доктор медичних наук (2015), професор (2016).

## Життєпис
Народився 10 серпня 1976 року на Житомирщині в м. Бердичів. По закінченню школи, протягом року працював санітаром реанімаційного відділення Бердичівського ТМО та остаточно впевнився, що бажає стати лікарем. З 1994 по 2000 рік навчався у Вінницькому державному медичному університеті імені М. І. Пирогова за спеціальністю лікувальна справа, по закінченню якого переїхав до м. Києва та розпочав навчання в інтернатурі з неврології під керівництвом двох відомих невропатологів — завідувача кафедри нервових хвороб Національного медичного університету імені О. О. Богомольця (1992—2011 роки) професора Віничука Степана Мілентійовича та головного невропатолога м. Києва, завідувача неврологічним відділенням Олександрівської клінічної лікарні Клименка Василя Васильовича. Далі було дворічне навчання в клінічній ординатурі за фахом неврологія (2002—2004) на кафедрі нервових хвороб НМУ імені О. О. Богомольця та робота на посаді лікаря невропатолога поліклініки № 2 Деснянського району м. Києва. За запрошенням професора Віничука Степана Мілентійовича перейшов на постійне місце роботи на кафедру нервових хвороб НМУ імені О. О. Богомольця на посаду асистента кафедри з 01 вересня 2004 року. В жовтні 2005 року отримав пропозицію від Декана медичного факультету № 2, член-кореспондента НАМН України професора Нетяженка Василя Захаровича виконувати обов'язки заступника декана та з того часу поєднує лікувальну, педагогічну, наукову та адміністративну роботу. В вересні 2011 року перейшов на посаду доцента кафедри та в 2013 отримав відповідне вчене звання. Також в 2013 році був призначений на посаду декана медичного факультету № 1 . Національного медичного університету імені О. О. Богомольця, а з 1 січня 2016 року працює за сумісництвом професором кафедри неврології.

## Наукова діяльність
У 2017 р. обраний дійсним членом Європейської академії неврологів [Архівовано 12 липня 2019 у Wayback Machine.].
Наукову діяльність розпочав під час навчання в клінічній ординатурі під керівництвом професора Віничука С. М., який допоміг визначитись з напрямом майбутніх досліджень та став науковим керівником захищеної в 2007 році дисертації на здобуття наукового ступеня кандидата медичних наук на тему «Клінічні прояви та прогностичне значення стресової гіперглікемії після гострого ішемічного інсульту [Архівовано 11 квітня 2022 у Wayback Machine.]». За результатами даної роботи було оформлено Патент України на винахід та опубліковано статтю в Європейському науковому журналі. В дисертації вперше описані неврологічні прояви та визначені особливості клінічного перебігу ішемічного інсульту у хворих зі стресовою гіперглікемією на фоні цукрового діабету та без такого. Уперше на репрезентативному матеріалі проведене прижиттєве, а у фатальних випадках − патологоанатомічне дослідження структурно-морфологічних змін тканини головного мозку у хворих з гіперглікемією у гострому періоді ішемічного інсульту, визначений причинно-наслідковий взаємозв'язок між локалізацією, об'ємом вогнища ішемічного ураження і вихідним рівнем глюкози після ішемічного інсульту. Визначене прогностичне значення стресової гіперглікемії у хворих з нефатальним ішемічним інсультом та її вплив на летальність у випадках критично тяжких інсультів.
Подальші наукові дослідження Мельника В. С. також сфокусовані на проблемі ішемічного інсульту та системі гемостазу людини. Під керівництвом двох відомих українських вчених — завідувача кафедри неврології НМУ імені О. О. Богомольця, лауреата премій міжнародних та національних громадських фондів за вагомий внесок у виконання «Програми лікування хворих на розсіяний склероз в Україні» професора Соколової Лариси Іванівни та професора Нетяженка Василя Захаровича, завідувача кафедри пропедевтики внутрішньої медицини № 1 НМУ імені О. О. Богомольця, головного позаштатного спеціаліста МОЗ України — координатора груп спеціальностей терапевтичного профілю, відомого вченого в сфері проблем тромбогенезу, гемостазу, тромбоемболічних ускладнень при різних серцево-судинних захворюваннях була виконана та захищена  дисертація на здобуття наукового ступеня доктора медичних наук на тему «Перебіг ішемічного інсульту залежно від генетичного поліморфізму та змін системи гемостазу [Архівовано 6 серпня 2019 у Wayback Machine.]».
Має наступні h-index: Scopus — 2,0[Архівовано 25 лютого 2022 у Wayback Machine.]; Google Scholar — 6,0. Web of Sciens - 2.0
У 2011 році нагороджений почесною грамотою МОЗ України.
З 2006 по 2013 рік — відповідальний секретар Українського неврологічного журналу [Архівовано 26 липня 2019 у Wayback Machine.].
Член редакційної колегії Українського науково-медичного молодіжного журналу.
Член Спеціалізованої Вченої Ради Д 26.003.08
Голова Вченої ради медичного факультету № 1 Національного медичного університету імені О. О. Богомольця
Член Вченої ради Національного медичного університету імені О. О. Богомольця

## Основні наукові публікації
1.       Vinychuk S.M., Melnyk V.S., Margitich V.M. Hyperglycemia after acute ischemic stroke: prediction, significance and immediate control with insulin-potasium-saline-magnesium infusion // Heart Drug.- 2005.- vol. 5.- P. 197—204.
2.       Neurology: Textbook for stud. of higher med. Institutions // L. Sokolova, O. Myalovitska, V. Krylova, T.Illash, V.Melnyk; ed. by Prof. L. Sokolova.— Vinnytsia: Nova Knyha, 2012. — 280 p. (139—159 p.).
3.       Savchuk O.M., Kravchenko N.K., Burlova-Vasylieva M.K., Melnyk V.S., Ostapchenko L.I. Fibrinogen E-fragment — A Cryptic Effector of Platelet Function // Research Journal of Pharmaceutical, Biological and Chemical Sciences.- 2014.- 5(4).- P. 187—192.
4.       Melnyk V., Savosko S. Low molecular weight heparin and aspirin promote recovery in ishemic stroke // Modern Science — Moderní věda.- 2015.- P. 181—188.
5.       Katrii T.B., Shandyuk V.Yu., Halenova T.I., Shershnov O.V., Melnyk V.S., Savchuk O.M. and Ostapchenko L.I. The imbalance of the haemostasis cascade in people suffered ischemic stroke // Research Journal of Pharmaceutical, Biological and Chemical Sciences.- 2016.- 7 (6).- P. 2193—2199.
6.      Katrii T., Shandyuk V., Raksha N., Halenova T., Shershnov O., Melnyk V. Fibrinolysis parameters in the acute and post ischemic stroke patients  // Journal of Applied Pharmaceutical Science.- 2017.- Vol. 7 (04), pp. 096—102.
7.   Katrii T.B., Shandyuk V.Yu., Vovk T.B., Halenova T.I., Raksha N.G., Shershnov O.V., Melnyk V.S., Savchuk O.M., Ostapchenko L.I. Effect of IgG from multiple sclerosis patients on amidolytic activity of coagulation and anticoagulation factors of hemostasis // Biomed. Res. Ther.- 2017.- 4(8).- P. 1502—1512.
8.       Kravchenko O., Melnyk V.,  Tsarenko T., Kostiuk O., Halenova T., Raksha T., Vovk T., Savchuk O., Ostapchenko L. The blood coagulation tests from ischemic stroke patients with or without type 2 diabetes mellitus // Biomedical Research.-  2018.- 29 (14).- P. 2938—2943.
9.       Методи обстеження неврологічного хворого: навч.посіб./ Л. І. Соколова, Т. М. Черенько, Т. І. Ілляш, Т. А. Довбонос, В. С. Мельник; за ред. Л. І. Соколової, Т. І. Ілляш.- К.: ВСВ «Медицина», 2015.- 144 с.
10.     Мельник В. С. Стан системи зсідання крові у хворих з ішемічним інсультом з різним ступенем вираження неврологічного дефіциту // Український неврологічний журнал. — 2015. — № 3. — С. 21–24.
11. Мельник В. С. Циркадність системи фібринолізу у хворих на ішемічний інсульт // Український науково-медичний молодіжний журнал. — 2015. — № 2. — С. 40–43.
12. Мельник В. С. Система згортання крові та динаміка когнітивного дефіциту в гострому періоді ішемічного інсульту // Архів психіатрії. — 2015. — № 2. — С. 95–98.

## Відзнаки
- 05 квітня 2017 року отримав від духовенства Української Православної Церкви Київського Патріархату медаль за жертовність і любов до України
- нагороджений орденом Святого Рівноапостольного князя Володимира Великого I-го ступеня від духовенства Української Православної Церкви Київського Патріархату
- 14 грудня 2019 року нагороджений медаллю ім. О. О. Богомольця ГО «Національна академія наук вищої освіти України»